# Élections législatives islandaises de 2013
Les élections législatives islandaises de 2013 se sont tenues le 27 avril 2013. Quinze partis ont présenté des listes lors de cette élection, huit de plus que lors du précédent scrutin. Les élections sont remportées par les deux partis d'opposition de centre droit, le Parti de l'indépendance et le Parti du progrès, alors que les partis victorieux en 2009, l'Alliance et le Mouvement des verts et de gauche, reviennent à un niveau à peine supérieur à celui qu'ils avaient avant la crise bancaire de 2008.

## Contexte

### Parlement sortant
| Parti politique | Parti politique                  | Sièges |
| --------------- | -------------------------------- | ------ |
|                 | L'Alliance                       | 19     |
|                 | Parti de l'indépendance          | 16     |
|                 | Mouvement des verts et de gauche | 11     |
|                 | Parti du progrès                 | 9      |
|                 | Avenir radieux                   | 2      |
|                 | Aube                             | 2      |
|                 | Arc-en-ciel                      | 2      |
|                 | Parti pirate                     | 1      |
|                 | Solidarité                       | 1      |

## Mode de scrutin
Les membres de l'Althing sont élus au scrutin proportionnel plurinominal. L'Islande est divisée en 6 circonscriptions électorales (Norðausturkjördæmi (Nord-est), Norðvesturkjördæmi (Nord-ouest), Reykjavíkurkjördæmi norður (Reykjavik nord), Reykjavíkurkjördæmi suður (Reykjavik sud), Suðurkjördæmi (Sud) et Suðvesturkjördæmi (Sud-ouest)), et dans chacune de ces circonscriptions, chaque parti propose une liste de candidats aux électeurs. Les électeurs votent pour un parti. Puis les sièges sont attribués aux différents partis proportionnellement au nombre de voix qu'ils ont obtenues. Les candidats élus sont pris dans les listes dans leur ordre d'apparition. Pour siéger à l'Alþing, il faut recueillir au moins 5 % des voix dans une circonscription.

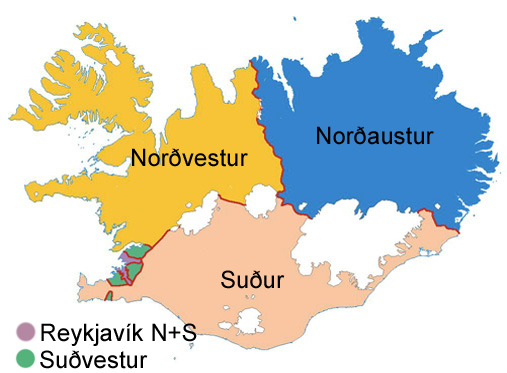
Les 6 circonscriptions islandaises.

| Circonscription            | Sièges par circonscription | Sièges en compensation | Total des sièges |
| -------------------------- | -------------------------- | ---------------------- | ---------------- |
| Reykjavíkurkjördæmi norður | 9                          | 2                      | 11               |
| Reykjavíkurkjördæmi suður  | 9                          | 2                      | 11               |
| Suðvesturkjördæmi          | 11                         | 2                      | 13               |
| Norðvesturkjördæmi         | 7                          | 1                      | 8                |
| Norðausturkjördæmi         | 9                          | 1                      | 10               |
| Suðurkjördæmi              | 9                          | 1                      | 10               |
| Total                      | 54                         | 9                      | 63               |

## Candidats

### Listes nationales
- Parti du progrès (Liste B)
- Parti de l'indépendance (Liste D)
- L'Alliance (Liste S)
- Avenir radieux (Liste A)
- Mouvement des verts et de gauche (Liste V)
- Parti pirate (Liste Þ)
- Aube (Liste T)
- Parti démocrate islandais (Liste L)
- Parti populaire vert de droite (Liste G)
- Parti des ménages (Liste I)
- Arc-en-ciel (Liste J)

### Listes non nationales
- Front populaire islandais (Liste R)
- Parti humaniste (Liste H)
- Parti rural (Liste M)
- Sturla Jónsson (Liste K)

## Sondages
|  | - Parti de l'indépendance - Parti du progrès - Avenir radieux - Alliance - Mouvement des verts et de gauche - Parti populaire vert de droite - Aube - Pirate - Solidarité - Le Mouvement - Autres |

## Résultats

### Résultats nationaux
|                        |                                      |         |       |       |        |               |  |  |  |
| Partis                 | Partis                               | Voix    | %     | +/−   | Sièges | +/−           |  |  |  |
|                        | Parti de l'indépendance (D)          | 50 455  | 26,70 | 3,00  | 19     | 3             |  |  |  |
|                        | Parti du progrès (B)                 | 46 173  | 24,43 | 9,63  | 19     | 10            |  |  |  |
|                        | L'Alliance (S)                       | 24 294  | 12,85 | 16,94 | 9      | 11            |  |  |  |
|                        | Mouvement des verts et de gauche (V) | 20 546  | 10,87 | 10,81 | 7      | 7             |  |  |  |
|                        | Avenir radieux (A)                   | 15 584  | 8,25  | Nv.   | 6      | 6             |  |  |  |
|                        | Parti pirate (Þ)                     | 9 648   | 5,10  | Nv.   | 3      | 3             |  |  |  |
|                        | Aube (T)                             | 5 855   | 3,10  | Nv.   | 0      | en stagnation |  |  |  |
|                        | Parti des ménages (I)                | 5 707   | 3,02  | Nv.   | 0      | en stagnation |  |  |  |
|                        | Parti démocrate (L)                  | 4 658   | 2,46  | Nv.   | 0      | en stagnation |  |  |  |
|                        | Mouvement Vert de droite (G)         | 3 262   | 1,73  | Nv.   | 0      | en stagnation |  |  |  |
|                        | Arc-en-ciel (J)                      | 2 021   | 1,07  | Nv.   | 0      | en stagnation |  |  |  |
|                        | Parti rural (M)                      | 326     | 0,17  | Nv.   | 0      | en stagnation |  |  |  |
|                        | Sturla Jónsson (K)                   | 222     | 0,12  | Nv.   | 0      | en stagnation |  |  |  |
|                        | Parti humaniste (H)                  | 126     | 0,07  | Nv.   | 0      | en stagnation |  |  |  |
|                        | Front populaire islandais (R)        | 118     | 0,06  | Nv.   | 0      | en stagnation |  |  |  |
|                        |                                      |         |       |       |        |               |  |  |  |
| Votes valides          | Votes valides                        | 188 995 | 97,51 |       |        |               |  |  |  |
| Votes blancs et nuls   | Votes blancs et nuls                 | 4 827   | 2,49  |       |        |               |  |  |  |
| Total                  | Total                                | 193 822 | 100   | –     | 63     | en stagnation |  |  |  |
| Abstentions            | Abstentions                          | 43 985  | 18,50 |       |        |               |  |  |  |
| Inscrits/Participation | Inscrits/Participation               | 237 807 | 81,50 |       |        |               |  |  |  |

### Composition de l'Alþing
| Reykjavíkurkjördæmi norður | Reykjavíkurkjördæmi suður | Suðvesturkjördæmi | Norðvesturkjördæmi | Norðausturkjördæmi | Suðurkjördæmi |
| --- | --- | --- | --- | --- | --- |
| 1. Illugi Gunnarsson (D) 2. Frosti Sigurjónsson (B) 3. Katrín Jakobsdóttir (V) 4. Össur Skarphéðinsson (S) 5. Brynjar Þór Níelsson (D) 6. Björt Ólafsdóttir (A) 7. Sigrún Magnúsdóttir (B) 8. Árni Þór Sigurðsson (V) 9. Birgir Ármannsson (D) SC1. Helgi Hrafn Gunnarsson (Þ) SC7. Valgerður Bjarnadóttir (S) | 1. Hanna B. Kristjánsdóttir (D) 2. Vigdís Hauksdóttir (B) 3. Sigríður I. Ingadóttir (S) 4. Pétur H. Blöndal (D) 5. Svandís Svavarsdóttir (V) 6. Róbert Marshall (A) 7. Guðlaugur Þór Þórðarson (D) 8. Karl Garðarsson (B) 9. Helgi Hjörvar (S) SC2. Jón Þór Ólafsson (Þ) SC5. Óttarr Proppé (A) | 1. Bjarni Benediktsson (D) 2. Eygló Harðardóttir (B) 3. Ragnheiður Ríkharðsdóttir (D) 4. Árni Páll Árnason (S) 5. Willum Þór Þórsson (B) 6. Jón Gunnarsson (D) 7. Guðmundur Steingrímsson (A) 8. Ögmundur Jónasson (V) 9. Vilhjálmur Bjarnason (D) 10.Þorsteinn Sæmundsson (B) 11.Katrín Júlíusdóttir (S) SC4. Birgitta Jónsdóttir (Þ) SC8. Elín Hirst (D) | 1. Gunnar Bragi Sveinsson (B) 2. Einar K. Guðfinnsson (D) 3. Ásmundur Einar Daðason (B) 4. Haraldur Benediktsson (D) 5. Guðbjartur Hannesson (S) 6. Elsa Lára Arnardóttir (B) 7. Jóhanna M. Sigmundsdóttir (B) SC6. Lilja R. Magnúsdóttir (V) | 1. Sigmundur D. Gunnlaugsson (B) 2. Kristján Þór Júlíusson (D) 3. Höskuldur Þór Þórhallsson (B) 4. Steingrímur J. Sigfússon (V) 5. Líneik Anna Sævarsdóttir (B) 6. Valgerður Gunnarsdóttir (D) 7. Kristján L. Möller (S) 8. Þórunn Egilsdóttir (B) 9. Bjarkey Gunnarsdóttir (V) SC3. Brynhildur Pétursdóttir (A) | 1. Sigurður I. Jóhannsson (B) 2. Ragnheiður E. Árnadóttir (D) 3. Silja Dögg Gunnarsdóttir (B) 4. Unnur Brá Konráðsdóttir (D) 5. Páll Jóhann Pálsson (B) 6. Oddný G. Harðardóttir (S) 7. Ásmundur Friðriksson (D) 8. Haraldur Einarsson (B) 9. Vilhjálmur Árnason (D) SC9. Páll Valur Björnsson (A) |
| Key: S = Alliance; D = Parti de l'indépendance; V = Mouvement des verts et de gauche; B = Parti du progrès; A = Avenir radieux; Þ = Parti pirate; SC = Sièges en compensation. | | | | | |

| Parti                                | Siège en compensation | Reykjavíkurkjördæmi norður | Reykjavíkurkjördæmi suður | Suðvesturkjördæmi   | Norðvesturkjördæmi | Norðausturkjördæmi | Suðurkjördæmi |
| ------------------------------------ | --------------------- | -------------------------- | ------------------------- | ------------------- | ------------------ | ------------------ | ------------- |
| Parti de l'indépendance (D)          | SC8                   | 5,84 % 4,67 %              | 6,70 % 5,36 %             | 6,14 % (SC8) 5,12 % | 8,22 %             | 7,52 %             | 5,65 %        |
| Parti du progrès (B)                 | -                     | 5,48 % 4,11 %              | 5,60 % 4,20 %             | 5,38 % 4,31 %       | 7,03 %             | 6,92 %             | 6,89 %        |
| Alliance (S)                         | SC7                   | 7,13 % (SC7) 4,75 %        | 4,73 % 3,55 %             | 4,55 % 3,41 %       | 6,11 %             | 5,30 %             | 5,09 %        |
| Mouvement des verts et de gauche (V) | SC6                   | 5,22 % 3,92 %              | 6,06 % 4,04 %             | 3,93 % 2,62 %       | 8,47 % (SC6)       | 5,27 %             | 5,88 %        |
| Avenir radieux (A)                   | SC3+SC5+SC9           | 5,10 % 3,40 %              | 5,37 % (SC5) 3,58 %       | 4,61 % 3.07 %       | 4,56 %             | 6,51 % (SC3)       | 4,47 % (SC9)  |
| Parti pirate (Þ)                     | SC1+SC2+SC4           | 6,87 % (SC1)               | 6,17 % (SC2)              | 5,00 % (SC4)        | 3,09 %             | 3,03 %             | 4,72 %        |